# Luigi Valenti Gonzaga
Pour les articles homonymes, voir Valenti (homonymie).
Luigi Valenti Gonzaga (né le 15 octobre 1725 à  Roveredo, dans l'actuelle province de Vérone, en Vénétie, alors dans la république de Venise et mort le 29 décembre 1808 à Rome) est un cardinal italien du XVIIIe et du début du XIXe siècle.

## Biographie
Luigi Valenti Gonzaga est nommé archevêque titulaire de Césarée-en-Cappadoce (de) et nonce apostolique en Suisse en 1764. Par la suite, il est nonce apostolique en Espagne en 1773.
Le pape Pie VI le crée cardinal in pectore lors du consistoire du 15 avril 1776. Sa création est publiée en mai 1776. Il participe au conclave de 1799-1800,  lors duquel est élu Pie VII. De 1802 jusqu'à sa mort Gonzaga est bibliothécaire de la bibliothèque apostolique du Vatican.

## Succession apostolique
Luigi Valenti Gonzaga a ordonné les évêques suivants :
- Évêque Antonio Rossi (1785)
- Évêque Giovanni Martino Bernardoni Baccolo (1789)
- Archevêque Filippo Sardi (it) (1789)
- Évêque Giovanni Andrea Avogadro, S.I. (1790)
- Archevêque Francesco Paolo Perremuto (it), O.S.B. (1790)
- Évêque Giovanni Pietro Galzigna (1790)
- Évêque Omobono Offredi (1791)
- Évêque Paolo Maggiolo (1791)
- Archevêque Ambrogio Mirelli (it), O.S.B. (1792)
- Archevêque Gennaro Maria Guevara Suardo, O.S.B. (1792)
- Évêque Giovanni Arcamone, C.R. (1792)
- Évêque Antonio Siciliani, C.R.L. (1792)
- Évêque Carmine Fimiani (1792)
- Archevêque Silvestro Miccù, O.F.M.Obs. (1792)
- Archevêque Fortunato Pinto (it) (1792)
- Archevêque Raffaele Mormile (it), C.R. (1792)
- Archevêque Vincenzo Maria Morelli (it), C.R. (1792)
- Évêque Nicola Vecchi (it) (1792)
- Évêque Francesco Saverio Gualtieri (it) (1792)
- Évêque Antonio Cresi (it) (1792)
- Évêque Raffaele Pasca, O.S.B. (1792)
- Évêque Donato de' Liguori (1792)
- Évêque Bernardo Maria della Torre (it) (1792)
- Évêque Ludovico Ludovici (it), O.F.M.Obs. (1792)
- Évêque Giovanni Antonio Sintich (it) (1792)
- Évêque Orazio Della Torre (it) (1792)
- Cardinal Giovanni Filippo Gallarati Scotti (1793)
- Évêque Carlo Rovelli (it), O.P. (1793)
- Évêque Pasquale Petruccelli (1793)
- Cardinal Lorenzo Litta (1793)
- Évêque Mihajlo Mate Spalatin (1794)
- Évêque Carlo Belloni (1794)
- Évêque Francesco Toli (1795)
- Archevêque Camillo Campanelli (1796)
- Évêque Agostino Colaianni (it) (1797)